# Arusha Patera
L'Arusha Patera è una struttura geologica della superficie di Io.